# МП 3008
1945. година показала се катастрофалном годином за њемачку војску. У априлу су се Хитлерове територије смањиле на до тада незамисливе нивое док су се савезници затворили на југу и западу, док су Совјети прешли на исток. Беспоштедна ваздушна кампања коју су водили Британци и Американци пореметила је њемачку ратну машину до немјерљивих дужина, док су критичне производне области пале у непријатељске руке, озбиљно ограничавајући ресурсе и ратне могућности Трећег рајха. Због погоршаних услова, влада је покренула неколико "народних" програма за снабдијевање група милиција, локалне полиције и обичног Нијемаца одговарајућим наоружањем за коначну одбрану саме Њемачке. Оружје би било сурово у њиховој општој конструкцији за брзу производњу, а њихова употреба била би једнако једноставна у нади да би уједињени национални понос могао некако да окрене налет рата у корист Њемачке.

## Историја
МП 3008 био је конструкција митраљеза последњег рова намјењена наоружавању свих врста њемачких бранитеља. Радови на дизајнирању започели су почетком 1945. и систем се показао ништа више од „преуређеног“ британског митраљеза СТЕН (Мк II) са само суптилним њемачким утицајем који је одговарао захтјевима притиска - углавном у доњем дијелу (класични СТЕН храњен из бочно постављеног магацина). Невјероватно, копија је показала звук и укупне перформансе биле су отприлике еквивалентне британском СТЕН Мк II. Треба примјетити да је њемачки концерн Маусер већ створио локалну, нелиценцирану копију британског СТЕН-а Мк II у "Герат Потсдаму", почетком друге половине 1944. Ови примјери били су тачне копије, заједно са енглеским ознакама, можда за употребу. са њемачким тајним јединицама у неком тренутку. Сматра се да је произведено око 28.000 врста.

## Карактеристике
Аутомат МП 3008 је био способан за полуаутоматску и аутоматску паљбу, захваљујући селектору ватре типа Стен. Сигурност је направљена у облику реза у облику слова Л на задњем дијелу утора за држање носача, који је коришћен за закључавање вијака у положају уназад. За разлику од прототипа (Стен Мк.II), кућиште шаржера на МП 3008 је заварено испод цјевастог пријемника. Храњење оружја се вршило из шаржера са 32 метка, компатибилних с њемачким митраљезима МП40. Нишани су се састојали од предњег и задњег отвора, са фиксним подешавањем у распону од 100 метара. Аутомати МП 3008 произведени су са неколико врста кундака, укључујући металне скелетне или цевасте кундаке или једноставне дрвене кундаке.